# Солнечный клапан

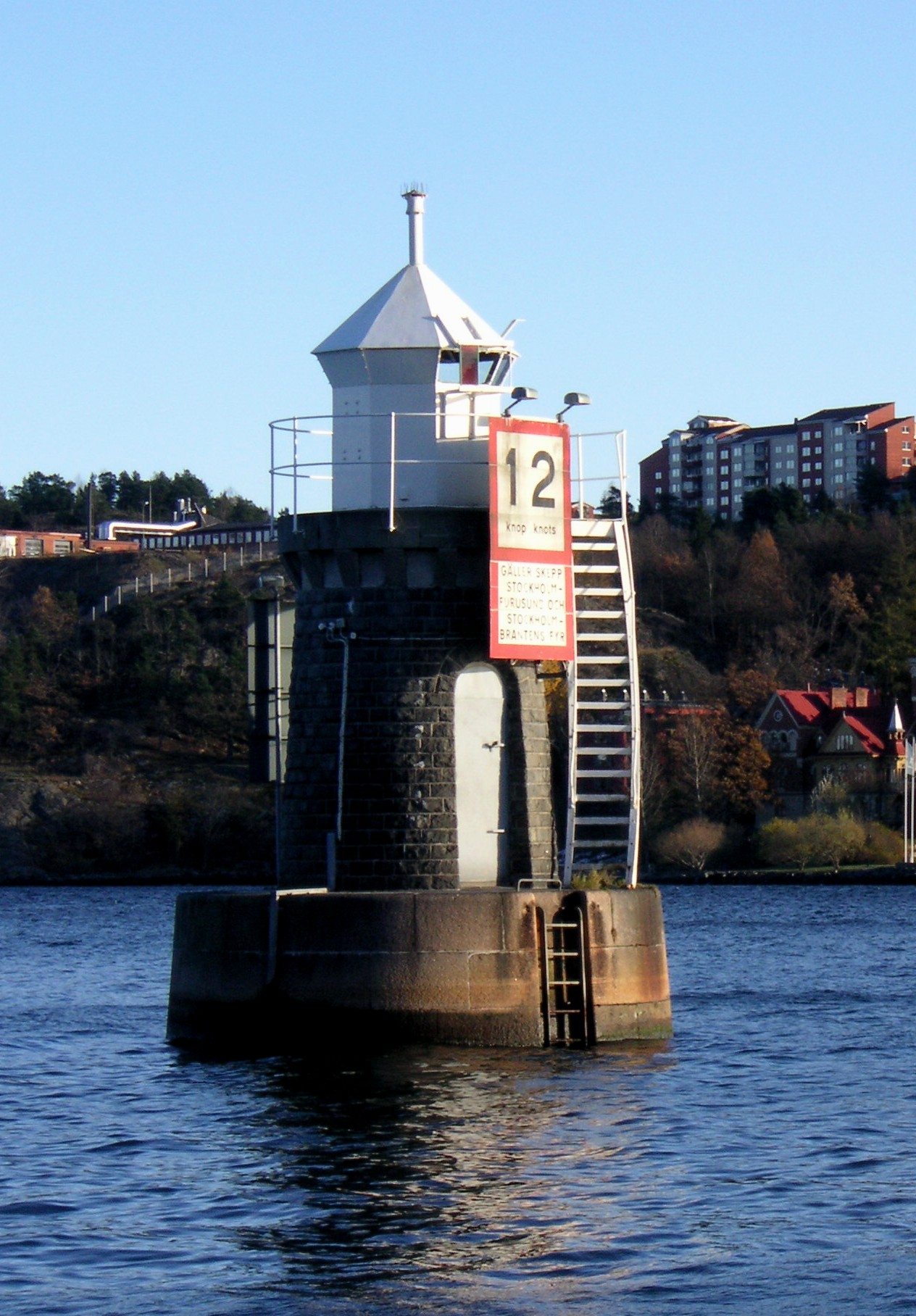

Со́лнечный кла́пан — устройство для зажигания сигнального огня, обеспечивающее выделение газа только в ночное время или в плохую погоду.

## Описание

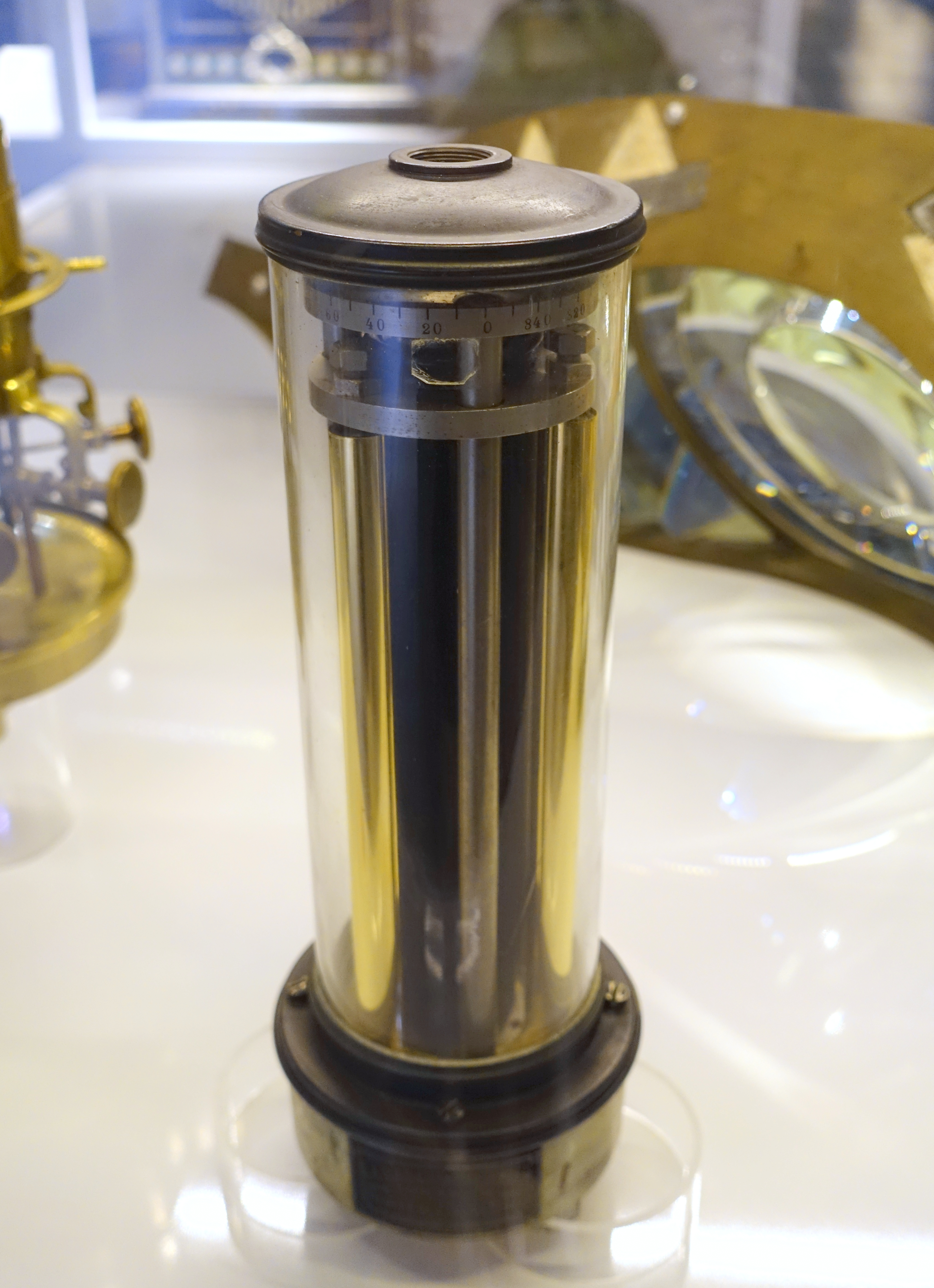

Состоит из четырёх вертикальных металлических стержней, помещённых в стеклянную прозрачную трубку и закреплённых за верхние их концы. Три отполированных стержня расположены вокруг четвёртого, зачернённого. При нагревании солнечным светом, отражённым полированными стержнями, зачернённый стержень удлиняется и нажимает рычаг, закрывающий газовый вентиль, делая прохождение газа невозможным и тем самым выключая свет. Ночью зачернённый стержень охлаждается и сжимается, что позволяет поджимаемому пружиной рычагу подняться и открыть вентиль для прохода газа. Возникающий поток газа поджигается с помощью запального устройства.
Это устройство может быть отрегулировано так, что будет зажигать огонь при определённой освещённости.
Спроектировал клапан шведский учёный Густав Дален в 1907 году, что позволило автоматизировать работу маяков, включая маяк ночью и выключая при солнечной погоде. Необходимость в смотрителях маяков практически отпала, их задача теперь сводилась только к экстренному ремонту.
В 1912 году Густаву Далену за это устройство и усовершенствование газового аккумулятора была присуждена Нобелевская премия по физике «за изобретение автоматических регуляторов, использующихся в сочетании с газовыми аккумуляторами для источников света на маяках и буях».